# Revue Horticole de la Cote-D'Or
Revue Horticole de la Cote-D'Or (abreviado Rev. Hort. Cote d'Or) fue una revista con ilustraciones y descripciones botánicas que fue editada en Dijon en los años 1851-1852.